# Llandovery Castle (Schiff, 1914)
Die Llandovery Castle war ein 1914 in Dienst gestellter Passagierdampfer, der als Royal Mail Ship von der britischen Reederei Union-Castle Line im Passagier- und Postverkehr zwischen Großbritannien und Südafrika eingesetzt wurde.
Im Ersten Weltkrieg diente das Schiff als Hospitalschiff, bis es am 27. Juni 1918 vom deutschen U-Boot U 86 torpediert und versenkt wurde. Nach der Torpedierung wurden die Schiffbrüchigen, insgesamt 234 Menschen, hauptsächlich Besatzungsmitglieder und medizinisches Personal, in den Rettungsboten befindlich oder im Wasser treibend, erschossen; nur 24 Menschen überlebten. Die Versenkung und die anschließende „vorsätzliche Tötung“ der Schiffsinsassen gilt als ein schweres Kriegsverbrechen der Kaiserlichen Marine im Seekrieg des Ersten Weltkriegs.

## Vor dem Krieg
Im April 1912 wurde die britische Reederei Union-Castle Line von dem Geschäftsmann und Politiker Owen Philipps, 1. Baron Kylsant (1853–1937) gekauft und in das Royal-Mail-Imperium integriert. Mit Philipps als neuem Vorsitzenden der Union-Castle Line wurde ein neuer, auf zehn Jahre festgelegter Postvertrag geschlossen und zwei neue Schiffe bestellt, die im Royal East African Service von London nach Ostafrika via den Sueskanal eingesetzt werden sollten. Damit sollte Adolph Woermanns Deutscher Ost-Afrika-Linie Konkurrenz gemacht werden. Beide Schiffe wurden nach walisischen Burgruinen benannt (→ Llandovery Castle).

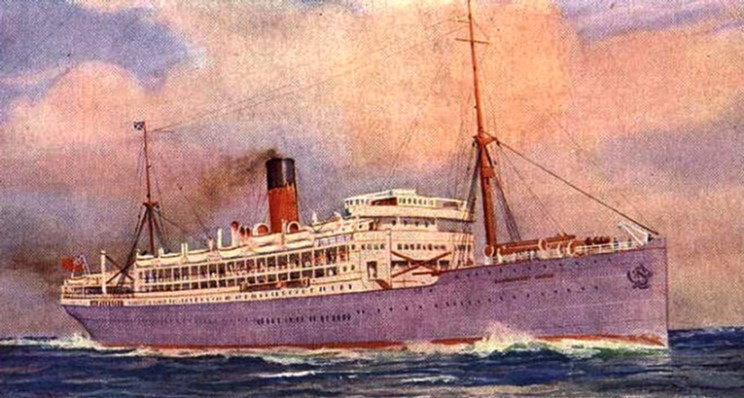
Die Llandovery Castle als Passagierschiff vor dem Krieg

Das erste Schiff, die Llanstephan Castle (11.348 BRT), wurde bei der Werft Fairfield Shipbuilding and Engineering in Govan bestellt und lief am 29. August 1913 vom Stapel. Das identische Schwesterschiff, die Llandovery Castle (11.423 BRT), wurde auf der Werft Barclay, Curle and Company im Glasgower Stadtteil Whiteinch gebaut und lief am 3. September 1913 vom Stapel. Das 152,4 Meter lange und 19,29 Meter breite Schiff hatte einen Schornstein, zwei Masten und zwei Propeller. Die Verbunddampfmaschinen mit vierfacher Dampfdehnung von Barclay, Curle & Company leisteten 1135 nominale Pferdestärken (5.800 PSi) und ermöglichten eine durchschnittliche Reisegeschwindigkeit von 14 Knoten (25,9 km/h) und eine Höchstgeschwindigkeit von 15 Knoten (27,8 km/h). Die Passagierunterkünfte waren für 234 Reisende der Ersten, 116 der Zweiten und 100 der Dritten Klasse bemessen.
Die Fertigstellung erfolgte im Januar 1914 und am 6. März traf die Llandovery Castle zum ersten Mal in Durban ein. Durch die Knappheit an Schiffen nach dem Ausbruch des Ersten Weltkriegs wurde das Schiff im August 1914 im Postverkehr von Southampton nach Südafrika eingesetzt. Die Karriere als Passagierschiff war nur sehr kurz: Im Dezember 1915 wurde der Dampfer von der Royal Navy eingezogen und in einen Truppentransporter umgewandelt. Im März brachte sie das 11. Bataillon des East Lancashire Regiments, die so genannten Accrington Pals, von Port Said nach Frankreich. Fast das gesamte Bataillon fiel kurz darauf in der Schlacht an der Somme.
Im Sommer 1916 wurde das Schiff als Hospitalschiff mit 622 Betten ausgestattet und trat diesen neuen Dienst am 27. Juli 1916 an. Sie wurde für den Transport verwundeter kanadischer Soldaten von Europa nach Nova Scotia eingesetzt. Am 7. Juni 1918 traf die Llandovery Castle mit 644 Verwundeten zum letzten Mal in Halifax ein.

## Versenkung
Am Donnerstag, dem 20. Juni 1918, lief die Llandovery Castle unter dem Kommando von Kapitän Edward A. Sylvester in Halifax zur Rückfahrt nach Liverpool aus. An Bord waren 258 Menschen, alles Nichtkombattanten, darunter die Besatzung, 80 Militärärzte und Sanitätsdienstgrade des kanadischen Heeres sowie 14 Krankenschwestern des Queen Alexandra’s Imperial Military Nursing Service (QAIMNS). Die Krankenschwestern standen unter der Leitung der 34-jährigen Oberschwester Margaret Marjory Fraser, Tochter von Duncan Cameron Fraser, dem achten Vizegouverneur von Nova Scotia. Militärpatienten und Passagiere waren nicht an Bord.

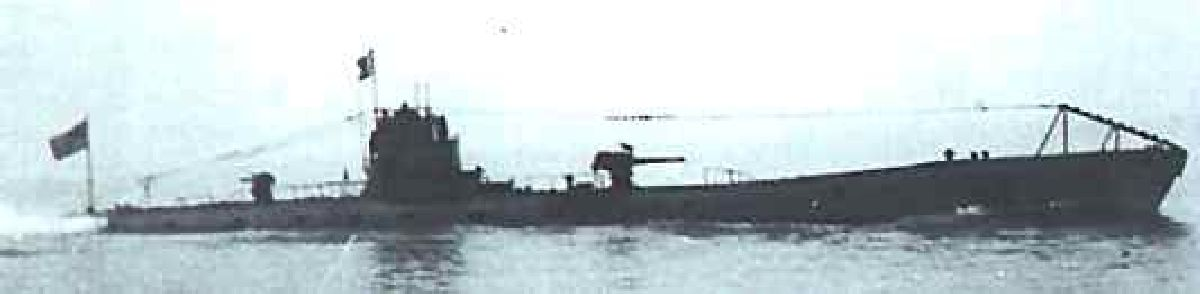
U 86 auf See

Gegen 21.30 Uhr irischer Zeit am 27. Juni wurde die beleuchtete und als Hospitalschiff gekennzeichnete Llandovery Castle 116 Seemeilen südwestlich des Fastnet-Felsen im Nordatlantik von dem deutschen U-Boot U 86 torpediert. U 86 war ein U-Boot der Kaiserlichen Marine, das sich unter dem Kommando von Oberleutnant zur See Helmut Patzig befand.

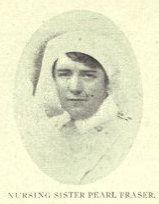
Oberschwester Margaret „Pearl“ Fraser (undatiertes Foto)

Patzig vermutete militärisches Material an Bord und griff das Schiff ohne Vorwarnung außerhalb der für den uneingeschränkten U-Boot-Krieg gesperrten Zone an. Der Torpedo schlug im hinteren Bereich des Maschinenraumes ein. An Bord fiel die Beleuchtung aus. Das Funkgerät war durch die Explosion zerstört worden, so dass kein Notruf abgesetzt werden konnte. Der Befehl, die Maschinen zu stoppen, konnte nicht ausgeführt werden, da die Crewmitglieder im Maschinenraum tot oder verwundet waren. Das Ausbooten gestaltete sich wegen der zunehmenden Schräglage und der Vorwärtsbewegung des Schiffs schwierig. Mindestens zwei Rettungsboote überschlugen sich während der Evakuierung; drei konnten ausgebracht werden.

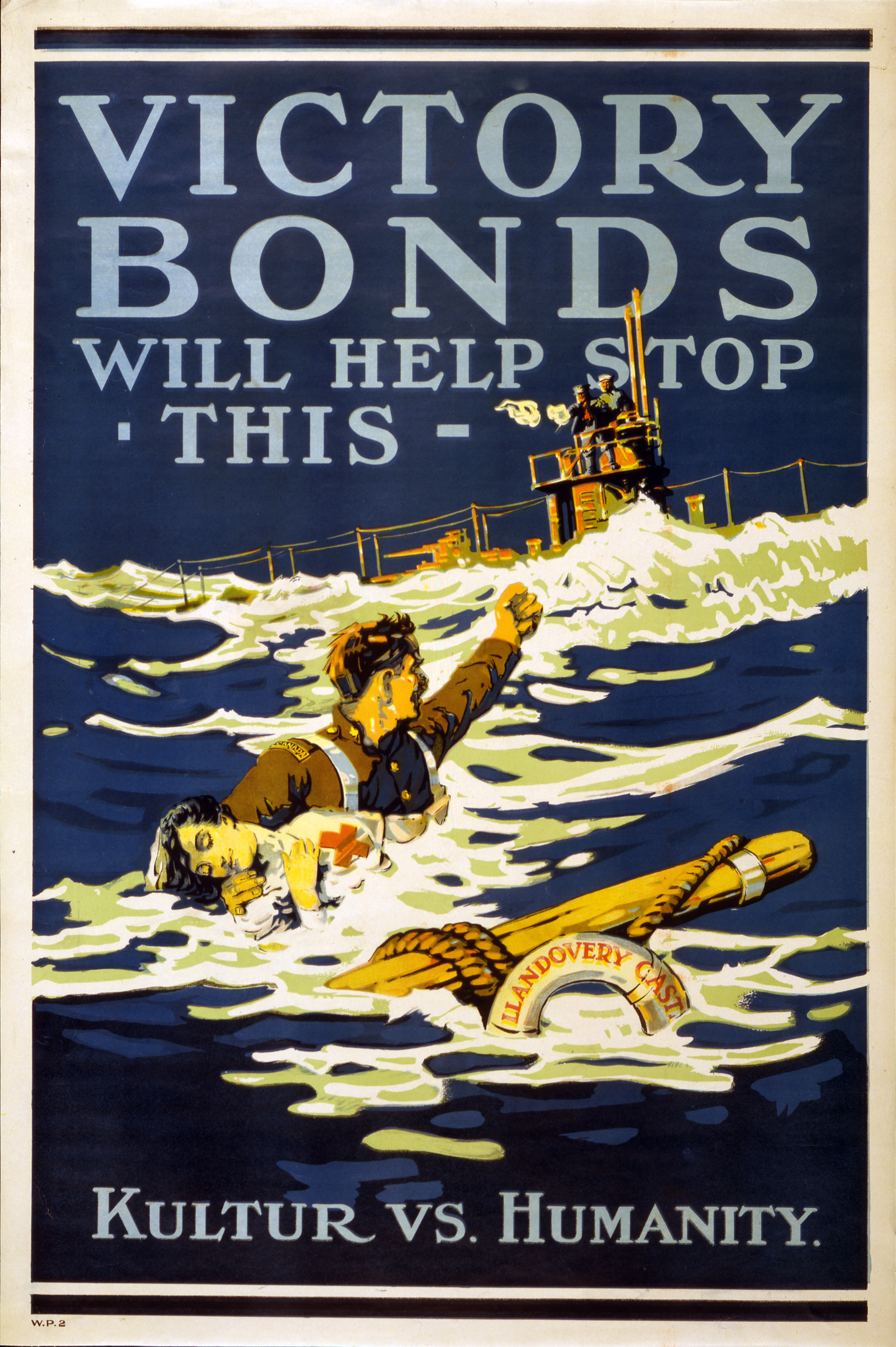
Ein kanadisches Propagandaposter aus dem Jahr 1918, das mit der Versenkung der Llandovery Castle für den Kauf von Kriegsanleihen wirbt

Die Llandovery Castle sank in nur zehn Minuten. Zwischen Booten und Trümmern schwammen Schiffbrüchige. Nachdem sich seine Vermutung, an Bord des Schiffes hätten sich Militärgüter oder Truppen befunden, bei der Befragung Schiffbrüchiger in den Rettungsbooten nicht bestätigte, drehte Patzig zunächst ab. Später beschloss er anscheinend, die Zeugen seiner Tat zu beseitigen und kehrte zurück. Bis auf zwei Offiziere und einen Oberbootsmannsmaaten schickte er die Besatzung unter Deck, ließ das Feuer auf die Schiffbrüchigen eröffnen und versenkte auch zwei Rettungsboote. Anschließend fälschte er die Logbucheinträge und verzeichnete einen Kurs weit ab der Untergangsstelle. Nur ein Rettungsboot, in dem sich der Kapitän der Llandovery Castle befand, entkam dem Angriff in der Dämmerung. Die 24 Menschen in dem Boot waren die einzigen Überlebenden der Versenkung. Sie ruderten zwei Tage lang auf die irische Küste zu und wurden am 29. Juni von dem Zerstörer Lysander (Commander Francis W. D. Twigg, OBE) aufgenommen. Alle anderen 234 Menschen kamen durch Patzigs Angriff ums Leben. Die britische Sloop Snowdrop (Commander George Ponsonby Sherston) und vier amerikanische Zerstörer suchten das Gebiet ab, fanden aber keine weiteren Überlebenden mehr.
Der Überlebende Thomas Lyon hatte sich die Kennung des U-Boots merken können.

## Rezeption und juristisches Nachspiel
Die Versenkung der Llandovery Castle wurde von britischer Seite sofort als Kriegsverbrechen moniert. Auf deutscher Seite wurden die Vorkommnisse zunächst gar nicht beachtet. Erst eine Woche später wurde eine Meldung in die Presse gegeben, in der die Seekriegsleitung die Versenkung durch ein deutsches U-Boot abstritt und angab, die Llandovery Castle müsse auf eine britische Mine gelaufen sein.
Nach den Bestimmungen des Versailler Vertrags sollten nach dem Kriege Helmut Patzig und zwei weitere deutsche U-Boot-Kommandanten, die Lazarettschiffe versenkt hatten, zunächst an die Briten ausgeliefert werden. Später stand Patzig auf der Probeliste der Kriegsverbrecher, die auf Druck der Alliierten von der deutschen Justiz bei den Leipziger Prozessen abgeurteilt werden sollten. Da Patzig untergetaucht war, erhob die deutsche Justiz auf eigene Initiative Anklage gegen seine beiden Wachoffiziere Ludwig Dithmar und John Boldt, die sich während der Erschießungen mit ihm an Deck befunden hatten (der beteiligte Unteroffizier war schon verstorben). Der Prozess und die Verurteilung von Dithmar und Boldt wurde von Protesten der rechtsgerichteten deutschen Presse und Parteien begleitet. Die beiden wurden 1921 durch das Reichsgericht in Leipzig zu jeweils vier Jahren Gefängnisstrafe wegen Beihilfe zum Totschlag verurteilt. Sie konnten jedoch beide aus dem Gefängnis entkommen und ins Ausland flüchten. Ludwig Dithmar wurde in Naumburg durch Angehörige der Frankfurter Abteilung der Organisation Consul, die unter der Leitung von Friedrich Wilhelm Heinz stand, aus dem Gefängnis befreit. Beteiligt waren u. a. Ernst von Salomon, Karl Tillessen und Erwin Kern.
Im Jahr 1928 wurden die beiden Wachoffiziere dann in einem Wiederaufnahmeverfahren vom Reichsgericht freigesprochen, nachdem Helmut Patzig sich gestellt und seine „Alleinschuld“ erklärt hatte. Der Haftbefehl gegen ihn wurde jedoch aufgehoben und das weitere Verfahren immer weiter verschleppt, bis Patzig durch den Reichsjustizminister 1930 amnestiert werden konnte, nachdem das 1928 erlassene Straffreiheitsgesetz für politische Delikte im Jahr 1930 auch auf Straftaten gegen das Leben erweitert worden war und das Reichsgericht Patzigs Tat als „glaubwürdig politisch“ eingestuft hatte.
Im Ersten Weltkrieg versenkte Patzig insgesamt 24 Schiffe, von denen die Llandovery Castle das größte war. Im Zweiten Weltkrieg war er wieder U-Boot-Kommandant und diente daneben im Stab des Befehlshabers der U-Boote. Er ging 1945 in den Ruhestand und verstarb 1984 im Alter von 94 Jahren.